# Massimiliano Allegri
Massimiliano Allegri (11. srpen 1967, Livorno, Itálie) je italský fotbalový trenér a bývalý fotbalový záložník. Jako trenér má reputaci pragmatika, jehož tým zpravidla nevyznává pohledný fotbal.
Po převzetí klubu AC Milán roku 2010 s ním získal svůj první titul ihned v úvodním ročníku, pro milánský velkoklub to bylo prvně od ročníku 2003/04. Od roku 2014 do roku 2019 vedl milánského rivala Juventus, se kterým se stal pětinásobným mistrem Itálie. V roce 2021 převzal Juventus, opět jako trenér.

## Hráčská statistika
| Sezóna              | Klub                | Liga                | Liga   | Liga | Ligové poháry | Ligové poháry | Ligové poháry | Kontinentální poháry | Kontinentální poháry | Kontinentální poháry | Celkem | Celkem |
| Sezóna              | Klub                | Soutěž              | Zápasy | Góly | Soutěž        | Zápasy        | Góly          | Soutěž               | Zápasy               | Góly                 | Zápasy | Góly   |
| ------------------- | ------------------- | ------------------- | ------ | ---- | ------------- | ------------- | ------------- | -------------------- | -------------------- | -------------------- | ------ | ------ |
| 1984/85             | Cuoiopelli          | Interregionale      | 7      | 0    | -             | 0             | 0             | -                    | 0                    | 0                    | 7      | 0      |
| 1985/86             | Livorno             | Serie C1            | 4      | 0    | -             | 0             | 0             | -                    | 0                    | 0                    | 4      | 0      |
| 1986/87             | Livorno             | Serie C1            | 2      | 0    | -             | 0             | 0             | -                    | 0                    | 0                    | 2      | 0      |
| 1987/88             | Livorno             | Serie C1            | 23     | 0    | IP            | ?             | ?             | -                    | 0                    | 0                    | ?      | ?      |
| 1988/89             | Pisa                | Serie A             | 2      | 0    | IP            | ?             | ?             | -                    | 0                    | 0                    | ?      | ?      |
| 1989/90             | Livorno             | Serie C2            | 32     | 8    | -             | 0             | 0             | -                    | 0                    | 0                    | 32     | 8      |
| Celkem za Livorno   | Celkem za Livorno   | Celkem za Livorno   | 61     | 8    | -             | 0             | 0             | -                    | 0                    | 0                    | 61     | 8      |
| 1990/91             | Pavia               | Serie C1            | 29     | 5    | -             | 0             | 0             | -                    | 0                    | 0                    | 29     | 5      |
| 1991/92             | Pescara             | Serie B             | 33     | 4    | IP            | 1             | 1             | -                    | 0                    | 0                    | 34     | 5      |
| 1992/93             | Pescara             | Serie A             | 31     | 12   | IP            | ?             | ?             | -                    | 0                    | 0                    | ?      | ?      |
| 1993/94             | Cagliari            | Serie A             | 20     | 3    | IP            | ?             | ?             | PU                   | 4                    | 1                    | ?      | ?      |
| 1994/95             | Cagliari            | Serie A             | 24     | 1    | IP            | 1             | 0             | -                    | 0                    | 0                    | 25     | 1      |
| 1995                | Cagliari            | Serie A             | 2      | 0    | IP            | 0             | 0             | -                    | 0                    | 0                    | 2      | 0      |
| Celkem za Cagliari  | Celkem za Cagliari  | Celkem za Cagliari  | 46     | 4    | -             | 1+            | 0             | -                    | 4                    | 1                    | 51+    | 5      |
| 1995/96             | Perugia             | Serie B             | 26     | 7    | -             | 0             | 0             | -                    | 0                    | 0                    | 26     | 7      |
| 1996/97             | Perugia             | Serie A             | 15     | 3    | IP            | 2             | 0             | -                    | 0                    | 0                    | 17     | 3      |
| Celkem za Perugii   | Celkem za Perugii   | Celkem za Perugii   | 41     | 10   | -             | 2             | 0             | -                    | 0                    | 0                    | 43     | 10     |
| 1997                | Padova              | Serie B             | 15     | 0    | -             | 0             | 0             | -                    | 0                    | 0                    | 15     | 0      |
| 1997                | Padova              | Serie B             | 6      | 0    | IP            | 0             | 0             | -                    | 0                    | 0                    | 6      | 0      |
| Celkem za Padovu    | Celkem za Padovu    | Celkem za Padovu    | 21     | 0    | -             | 0             | 0             | -                    | 0                    | 0                    | 21     | 0      |
| 1997/98             | Neapol              | Serie A             | 7      | 0    | -             | 0             | 0             | -                    | 0                    | 0                    | 7      | 0      |
| 1998/99             | Pescara             | Serie B             | 19     | 0    | IP            | 2             | 1             | -                    | 0                    | 0                    | 21     | 1      |
| 1999/00             | Pescara             | Serie B             | 27     | 4    | IP            | 0             | 0             | -                    | 0                    | 0                    | 27     | 4      |
| Celkem za Pescaru   | Celkem za Pescaru   | Celkem za Pescaru   | 110    | 20   | -             | 3+            | 2             | -                    | 0                    | 0                    | 113+   | 22     |
| 2000/01             | Pistoiese           | Serie B             | 18     | 1    | IP            | 2             | 1             | -                    | 0                    | 0                    | 20     | 2      |
| 2001/02             | Aglianese           | Serie D             | 4      | 0    | -             | 0             | 0             | -                    | 0                    | 0                    | 4      | 0      |
| 2002/03             | Aglianese           | Serie C2            | 28     | 8    | -             | 0             | 0             | -                    | 0                    | 0                    | 28     | 8      |
| Celkem za Aglianese | Celkem za Aglianese | Celkem za Aglianese | 32     | 8    | -             | 0             | 0             | -                    | 0                    | 0                    | 32     | 8      |
| Celkově             | Celkově             | Celkově             | 374    | 56   | -             | ?             | ?             | -                    | 4                    | 1                    | ?      | ?      |

## Trenérská kariéra

### Milán

#### Sezóna 2010/2011
Milánský klub získal na hostování záložníka Kevina-Prince Boatenga a odkoupil útočníka Zlatana Ibrahimoviće. Nakonec dorazil ještě další útočník, Robinho.
Přes dorazivší jména zůstal 37letý hrotový útočník Filippo Inzaghi.
První ligový zápas pod jeho vedením dopadl domácí výhrou nad Lecce 4:0.
Ve druhém kole již nastoupil i Ibrahimović, ale hvězdný útok se neprosadil na půdě Ceseny, která Milánu uštědřila prohru 0:2.
Na konci října utrpěl Allegri domácí porážku 1:2 proti Juventusu.
V polovině října ale jeho taktika a gól Ibrahimoviće proti jeho bývalému klubu dopřála Rossoneri vítězství nad Interem Milán 1:0 v městském Derby della Madonnina.
Na hvězdnou konkurenci doplatil 30letý Ronaldinho, který během zimy odešel zpět do Brazílie.
Do útoku naopak dorazil Antonio Cassano.
Souboj na hřišti Juventusu 5. března se obešel bez útočníka Pata, na hrotu se tak ocitli Ibra a Cassano, které z pozice tzv. trequartisty podporoval Boateng, ovšem dobře hlídaný soupeřovým Filipem Melem. Zatímco se Mark van Bommel postaral o neprůchodnost milánského středu, další milánský středopolař Gennaro Gattuso vstřelil jedinou branku opatrného utkání.
Rossoneri tak oplatili Juventusu podzimní prohru. První titul od roku 2004 si zajistii ve 36. kole remízou 0:0 na hřišti Říma.
Konec v Lize mistrů nadešel v osmifinále s Tottenhamem. Výhodu domácího prostředí Rossoneri nevyužili a prohráli 0:1. Allegri musel sáhnout ke střídání již v prvním poločase, když zraněného Abbiatiho nahradil Ameliou. Záložník Clarence Seedorf, již 34letý, nestíhal mladé soupeřovi hráče a byl později také vystřídán.
V Londýně se Allegriho svěřenci nezmohli na více než remízu 0:0, která znamenala vyřazení.

#### Sezóna 2011/2012
I v sezóně 2011/12 měl být oporou ve středu obrany Thiago Silva po boku zkušeného Alessandra Nesty, případně Maria Yepese nebo Daniela Bonery.
Obměna dlouholetých opor se děla i na jiných pozicích, na levém kraji obrany již nepůsobil Čech Marek Jankulovski ale Luca Antonini, jemuž byli konkurencí Gianluca Zambrotta a nová posila Taye Taiwo. Napravo působil spolehlivý Ignazio Abate.
Záložní řadu již v zimě posílil Urby Emanuelson střídající se se stárnoucím Seedorfem, za zanitem byl také Gattuso.
Kreativitě záložní řady měl pomoci příchod Alberta Aquilaniho.
Na začátku srpna 2011 získali hráči AC Milán italský superpohár hraný v Pekingu, soupeřem byl Inter Milán.
Allegri v lize poprvé zvítězil ve čtvrtém kole 1:0 proti Ceseně.
V pátém kole nestačil na Juventus na jeho hřišti a s mužstvem trenéra Antonia Conteho prohrál 0:2. Za Bianconeri si proti Rossoneri poprvé zahrál záložník Andrea Pirlo, který v létě Milán po letech jakožto volný hráč opustil.
V polovině ledna Allegriho mužstvo prohrálo 0:1 s Interem a navíc s tím samým soupeřem v květnu prohrálo 2:4.
V rámci Ligy mistrů postoupil Allegri do osmifinále, kde vyřadil Arsenal vedený Arsènem Wengerem, přičemž v prvním zápase vyhrál 4:0. Ve čtvrtfinále ovšem nestačil na Barcelonu s Lionelem Messim.
Italskou ligu se vzdor výkonům a gólům Ibrahimoviće obhájit nepodařilo, Allegriho tým se stal na jeho výkonech až příliš závislým a oproti minulé sezóně inkasoval o 13 gólů více.
Pozici v centru hřiště si vydobyl Nizozemec Mark van Bommel, lídr, který odsunul kapitána Massima Ambrosiniho na lavičku náhradníků, van Bommelovi v záloze vypomáhali ještě Emanuelson a další novic Antonio Nocerino.
Absenci tvořivosti spíše atletických a pohyblivých záložníků vyvažoval útok s Ibrahimovićem a Robinhem, podporovaní útočně laděnými krajními obránci.

## Trenérská statistika
| Sezóna             | Klub               | Liga               | Liga   | Liga  | Liga   | Liga   | Liga                                 | Ligové poháry | Ligové poháry | Ligové poháry | Ligové poháry | Ligové poháry | Ligové poháry | Kontinentální poháry | Kontinentální poháry | Kontinentální poháry | Kontinentální poháry | Kontinentální poháry | Kontinentální poháry | Celkem | Celkem | Celkem | Celkem |
| Sezóna             | Klub               | Soutěž             | Zápasy | Výhry | Remízy | Prohry | Umístění                             | Soutěž        | Zápasy        | Výhry         | Remízy        | Prohry        | Úspěch        | Soutěž               | Zápasy               | Výhry                | Remízy               | Prohry               | Úspěch               | Zápasy | Výhry  | Remízy | Prohry |
| ------------------ | ------------------ | ------------------ | ------ | ----- | ------ | ------ | ------------------------------------ | ------------- | ------------- | ------------- | ------------- | ------------- | ------------- | -------------------- | -------------------- | -------------------- | -------------------- | -------------------- | -------------------- | ------ | ------ | ------ | ------ |
| 2003/04            | Aglianese          | Serie C2           | 34     | 9     | 12     | 13     | 13. místo                            | -             | 0             | 0             | 0             | 0             | -             | -                    | 0                    | 0                    | 0                    | 0                    | -                    | 34     | 9      | 12     | 13     |
| 2004/05            | SPAL               | Serie C1           | 34     | 10    | 13     | 11     | 9. místo                             | -             | 0             | 0             | 0             | 0             | -             | -                    | 0                    | 0                    | 0                    | 0                    | -                    | 34     | 10     | 13     | 11     |
| 2005/06            | Grosseto           | Serie C1           | 16     | 5     | 8      | 3      | netrénoval od 10.-31. kola, 4. místo | IP            | 2             | 1             | 0             | 1             | -             | -                    | 0                    | 0                    | 0                    | 0                    | -                    | 18     | 6      | 8      | 4      |
| 2006/07            | Grosseto           | Serie C1           | 9      | 1     | 6      | 2      | propuštěn v říj.                     | IP            | 1             | 0             | 0             | 1             | -             | -                    | 0                    | 0                    | 0                    | 0                    | -                    | 10     | 1      | 6      | 3      |
| 2007/08            | Sassuolo           | Serie C1           | 34     | 19    | 6      | 9      | 1. místo (postup)                    | -             | 0             | 0             | 0             | 0             | -             | -                    | 0                    | 0                    | 0                    | 0                    | -                    | 34     | 19     | 6      | 9      |
| 2008/09            | Cagliari           | Serie A            | 38     | 15    | 8      | 15     | 9. místo                             | CI            | 2             | 1             | 0             | 1             | -             | -                    | 0                    | 0                    | 0                    | 0                    | -                    | 40     | 16     | 8      | 16     |
| 2009/10            | Cagliari           | Serie A            | 33     | 11    | 7      | 15     | propuštěn v dub.                     | CI            | 1             | 0             | 0             | 1             | -             | -                    | 0                    | 0                    | 0                    | 0                    | -                    | 34     | 11     | 7      | 16     |
| Celkem za Cagliari | Celkem za Cagliari | Celkem za Cagliari | 71     | 26    | 15     | 30     | -                                    | -             | 3             | 1             | 0             | 2             | -             | -                    | 0                    | 0                    | 0                    | 0                    | -                    | 74     | 27     | 15     | 32     |
| 2010/11            | Milán              | Serie A            | 38     | 24    | 10     | 4      |                                      | IP            | 4             | 2             | 1             | 1             | Semifinále    | LM                   | 8                    | 2                    | 3                    | 3                    | Osmifinále           | 50     | 28     | 14     | 8      |
| 2011/12            | Milán              | Serie A            | 38     | 24    | 8      | 6      | Stříbrná medaile                     | IP+IS         | 4+1           | 2+1           | 1             | 1             | Semifinále +  | LM                   | 10                   | 3                    | 4                    | 3                    | Čtvrtfinále          | 53     | 30     | 13     | 10     |
| 2012/13            | Milán              | Serie A            | 38     | 21    | 9      | 8      | Bronzová medaile                     | IP            | 2             | 1             | 0             | 1             | -             | LM                   | 8                    | 3                    | 2                    | 3                    | Osmifinále           | 48     | 25     | 11     | 12     |
| 2013/14            | Milán              | Serie A            | 19     | 5     | 7      | 7      | propuštěn v pro.                     | IP            | 0             | 0             | 0             | 0             | -             | LM                   | 8                    | 3                    | 4                    | 1                    | Osmifinále           | 27     | 8      | 11     | 8      |
| Celkem za Milán    | Celkem za Milán    | Celkem za Milán    | 133    | 74    | 34     | 25     | -                                    | -             | 11            | 5             | 2             | 4             | -             | -                    | 34                   | 11                   | 13                   | 10                   | -                    | 178    | 91     | 49     | 38     |
| 2014/15            | Juventus           | Serie A            | 38     | 26    | 9      | 3      |                                      | IP+IS         | 5+1           | 4             | 0+1           | 1             |               | LM                   | 13                   | 7                    | 3                    | 3                    | Stříbrná medaile     | 57     | 37     | 13     | 7      |
| 2015/16            | Juventus           | Serie A            | 38     | 29    | 4      | 5      |                                      | IP+IS         | 5+1           | 4+1           | 0             | 1             | +             | LM                   | 8                    | 3                    | 3                    | 2                    | Osmifinále           | 52     | 37     | 7      | 8      |
| 2016/17            | Juventus           | Serie A            | 38     | 29    | 4      | 5      |                                      | IP+IS         | 5+1           | 4             | 0+1           | 1             |               | LM                   | 13                   | 9                    | 3                    | 1                    | Stříbrná medaile     | 57     | 42     | 8      | 7      |
| 2017/18            | Juventus           | Serie A            | 38     | 30    | 5      | 3      |                                      | IP+IS         | 5+1           | 5             | 0             | 0+1           |               | LM                   | 10                   | 5                    | 3                    | 2                    | Čtvrtfinále          | 54     | 40     | 8      | 6      |
| 2018/19            | Juventus           | Serie A            | 38     | 28    | 6      | 4      |                                      | IP+IS         | 2+1           | 1             | 0             | 1+1           | Čtvrtfinále+  | LM                   | 10                   | 5                    | 1                    | 4                    | Čtvrtfinále          | 51     | 35     | 7      | 9      |
| 2021/22            | Juventus           | Serie A            | 38     | 20    | 10     | 8      | 4. místo                             | IP+IS         | 5+1           | 4+0           | 0             | 1+1           | +             | LM                   | 8                    | 5                    | 1                    | 2                    | Osmifinále           | 52     | 29     | 11     | 12     |
| 2022/23            | Juventus           | Serie A            | 38     | 22    | 6      | 10     | 7. místo                             | IP            | 4             | 2             | 1             | 1             | Semifinále    | LM+EL                | 6+8                  | 1+4                  | 0+3                  | 5+1                  | Semifinále           | 56     | 29     | 10     | 17     |
| 2023/24            | Juventus           | Serie A            | 36     | 18    | 13     | 5      | propuštěn v kvě.                     | IP            | 5             | 4             | 0             | 1             |               | -                    | 0                    | 0                    | 0                    | 0                    | -                    | 41     | 22     | 13     | 6      |
| Celkem za Juventus | Celkem za Juventus | Celkem za Juventus | 302    | 202   | 57     | 43     | -                                    | -             | 42            | 30            | 3             | 9             | -             | -                    | 76                   | 39                   | 17                   | 20                   | -                    | 420    | 271    | 77     | 72     |
| Celkově            | Celkově            | Celkově            | 633    | 346   | 151    | 136    | -                                    | -             | 54            | 37            | 4             | 13            | -             | -                    | 95                   | 45                   | 26                   | 24                   | -                    | 802    | 434    | 186    | 182    |

## Trenérské úspěchy
- vítěz italské ligy (6x)

Milán: 2010/11

Juventus: 2014/15, 2015/16, 2016/17, 2017/18, 2018/19
- vítěz italského poháru (5x)

Juventus: 2014/15, 2015/16, 2016/17, 2017/18, 2023/24
- vítěz italského superpoháru (3x)

Juventus: 2011, 2015, 2018

### Individuální
- 4× nejlepší trenér ligy (2008/09, 2014/15, 2016/17, 2017/18)

V roce 2018 byl zařazen do Síně slávy italského fotbalu.